# Ivy King
Айви Кинг (англ. Ivy King) — испытание ядерной бомбы 16 ноября 1952 года в рамках операции "Плющ" (Operation Ivy), второй и последний взрыв в рамках операции после Айви Майка.

## Конструкция
В отличие от Майка, устройство было разработано для доставки по воздуху. Вместо использования системы имплозии, аналогичной Mk-6D, оно использовало 92-точечную систему имплозии, изначально разработанную для Mk-13. Его уран—плутониевое ядро было заменено шестьюдесятью килограммами высокообогащённого урана (ВОУ), сформованного в тонкостенную сферу, эквивалентную примерно четырём критическим массам. Тонкостенная сфера была широко используемой конструкцией, которая гарантировала, что расщепляющийся материал оставался подкритическим до взрыва. Затем сфера ВОУ была заключена в тампер из природного урана. Чтобы физически предотвратить коллапс сферы ВОУ в критическое состояние, если окружающие взрывчатые вещества случайно детонируют или если сфера будет раздавлена в результате авиакатастрофы, полый центр был заполнен цепью из алюминия и бора, которая вытаскивалась для приведения бомбы в боевое состояние. Покрытая бором цепь также поглощала нейтроны, необходимые для осуществления ядерной реакции.
Вес бомбы составлял 8600 фунтов (около 3900 килограммов).

## Взрыв
16 ноября 1952 года в 11:30 по местному времени, бомбардировщик B-36H сбросил бомбу над точкой в 2000 футах (610 м) к северу от острова Рунит на атолле Эниветок, что привело к взрыву мощностью 500 килотонн на высоте 1480 футов (450 м). Взрыв произошел на 20 футов ниже запланированного, с круговой ошибкой бомбометания 570 футов +/- 35 футов. Высота тропопаузы во время детонации составляла около 58 000 футов (18 км). Верхняя часть облака Кинг достигала около 75 000 футов (23 км), а основание гриба — около 40 000 футов (12 км).
Обладая взрывной мощностью 500 килотонн, Ivy King является вторым по величине известным устройством, работающим исключительно на принципе деления, когда-либо испытанным после ядерного устройства Orange Herald.